# Редмонд, Зак
Закари Томас (Зак) Редмонд (англ. Zachary Thomas Redmond; 26 июля 1988, Хьюстон, США) — американский хоккеист, защитник немецкого клуба «Ред Булл Мюнхен».
Выступал за Государственный университет Ферриса (NCAA), «Чикаго Вулвс» (АХЛ), «Сент-Джонс АйсКепс» (АХЛ). В НХЛ играл за «Виннипег Джетс», «Колорадо Эвеланш», «Монреаль Канадиенс», «Баффало Сейбрз»
В чемпионатах НХЛ сыграл 133 матча и набрал 38 очков (9+29). В плей-офф Кубка Стэнли ни разу не играл.
В АХЛ Редмонд выступал гораздо результативнее, в 373 матчах он набрал 227 очков (70+157). В сезоне 2018/19, выступая за «Рочестер Американс», был признан лучшим защитником АХЛ и включён в первую сборную звёзд.
26 апреля 2020 года подписал контракт с немецким клубом «Ред Булл Мюнхен». В сезоне 2020/21 сыграл 37 матчей и набрал 33 очка (8+25) при показателе полезности +15.
В составе национальной сборной США участник чемпионата мира 2015 года (5 матчей, 0+1).
Достижения
- Бронзовый призёр чемпионата мира (2015)

## Ссылка
- Профиль на Eliteprospects (англ.)